# کاسکو شیپینگ
کاسکو شیپینگ (انگلیسی: COSCO Shipping) شرکت دولتی ترابری دریایی چینی است، که در سال ۲۰۱۶ تأسیس شد.